# Abutilon ibarrense
Abutilon ibarrense är en malvaväxtart som beskrevs av Carl Sigismund Kunth. Abutilon ibarrense ingår i släktet klockmalvor, och familjen malvaväxter. Inga underarter finns listade i Catalogue of Life.